# غريغوريان (فرقة موسيقية)
غريغوريان (Gregorian) فرقة موسيقية ألمانية بقيادة فرانك بيترسون، تؤدي الفرقة تراتيل عيد الميلاد (تراتيل مسيحية) أو التراتيل الغريغورية المعدّلة على طريقة أغاني البوب الحديثة والروك، وعلى شكل تناغم وتكامل صوتي فعال بين أعضاء الفرقة من جهة والموسيقى من جهة.

## روابط خارجية
- غريغوريان على موقع ميوزك برينز (الإنجليزية)
- غريغوريان على موقع أول ميوزيك (الإنجليزية)
- غريغوريان على موقع ديسكوغز (الإنجليزية)